# Jacques Beers
Jacobus Cornelis (Jacques) Beers (Amersfoort, 2 juni 1902 - Hilversum, 15 juni 1947) was een Nederlandse componist, pianist en organist.

## Levensloop
Jacques Beers groeide op in Zwolle, waar zijn vader lesgaf aan de stedelijke muziekschool. Al in 1914, hij was toen twaalf jaar, werd hij organist van de katholieke Basiliek met de Peperbus in Zwolle. Nadat hij in 1920 het vakdiploma voor piano had behaald, verkreeg hij dankzij Evert Cornelis een beurs voor het Amsterdamsch Conservatorium. Hij behaalde daar in 1923 het hoofdvakdiploma voor piano en in 1926 voor muziekgeschiedenis bij Sem Dresden.
Kort daarna trok hij op goed geluk naar Parijs. Hij werkte als repetitor en begeleidde zangers op de piano. In 1928 werd hij muziekcorrespondent voor het Algemeen Handelsblad (rubriek Muziekleven te Parijs). Hij trok veel op met zijn vriend Leo Smit, die ook in Parijs verbleef. Hij ging compositie studeren bij de organist-componist Jean Huré en na diens dood in 1930 bij de befaamde muziekpedagoge Nadia Boulanger, die hem gratis lesgaf. Hij bedankte haar in 1934 door zijn Missa sine tenore aan haar op te dragen. Eerder al componeerde hij Trois chansons pour danser, die hij opdroeg aan de Braziliaanse zangeres Vera Janacopoulos, die ook de dichter Jan Engelman inspireerde.
In 1929 werd hij cantor en organist van de Duits-Evangelische kerk in Parijs. Hij componeerde, naast kamermuziek en liederen, veel kerkmuziek. Aan uitvoeringen van zijn muziek namen onder anderen de Amerikaanse klavecinist Ralph Kirkpatrick, de Zwitserse tenor Hugues Cuénod  en de Amerikaanse sopraan Marian Anderson deel. Hij trok de aandacht van Maurice Ravel, die hem aanbeval bij de gerenommeerde Parijse muziekuitgeverij Salabert als 'musicus van de toekomst'
In 1932 nam hij deel aan een wedstrijd voor composities voor klein orkest in het Amsterdamse Concertgebouw met zijn Concerto pour une voix soprano, saxophone alto et piano avec orchestre. Hij kreeg de derde prijs. . 
In 1940, na het uitbreken van de Tweede Wereldoorlog, zag Beers zich gedwongen terug te keren naar Nederland, waar hij muzieklessen ging geven in Amsterdam en later muziekregisseur werd bij de radio-omroep. Hij overleed in 1947 op 45-jarige leeftijd aan een hartaandoening.

## Postuum
Om het oeuvre van Jacques Beers onder de aandacht te brengen werd in 2008 de Jacques Beersstichting opgericht. Er verscheen een dubbel-cd met kamermuziek en liederen op het platenlabel Attacca!, uitgevoerd door onder anderen Marcel Worms, Marja Bon, Frans van Ruth, Eleonore Pameijer,  Irene Maessen en Marcel Beekman, met een beknopte biografie door Jurjen Vis.

## Werken (selectie)
- 1927 Trois chansons pour danser (acht dansliederen op teksten van Yvan Goll)
- 1930 Sonata per pianoforte (pianosonate)
- 1931 Sonata per flauto e pianoforte (sonate voor dwarsfluit en piano)
- 1932 Concerto pour une voix soprano, saxophone alto et piano avec orchestre (tripelconcert voor sopraanstem, altsaxofoon, piano en kamerorkest)
- 1932-1936 Negro Songs
- 1933 8 pièces pur 4 mains sur piano  (acht stukken voor piano vierhandig)
- 1934 Chants de métier (vijf, oorspronkelijk zes 'ambachtsliederen') voor een marionettenspel van Marcel Temporal
- 1934 Missa sine tenore (mis 'zonder tenor')
- 1935 Trois chansons nègres (bewerkingen)
- 1936 Fuga sopra Addis Abeba (vierstemmige fuga over het thema a-dis-a-b-e-b-a voor piano), naar aanleiding van de Tweede Italiaans-Ethiopische Oorlog
- 1937 Vlan! Six chants puérils (zes kinderliederen)
- 1939 Suite per flauto e pianoforte (suite voor dwarsfluit en piano)
- 1940 (?) Mouvement voor hobo of viool en piano
- 1940-1943 Oud-Nederlandsche liederen
- 1944 Pièce pour le piano (pianostuk)
- 1946 Sur le Tombeau de Debussy (voor piano)